# José Verdú Nicolás
José Verdú Nicolás (Santomera, 1 januari 1983) - alias Toché is een gewezen Spaanse voetballer die bij voorkeur als aanvaller speelt. Na zijn actieve voetballoopbaan werd hij sportief directeur.

## Voetbalcarrière
Toché stroomde in 2003 door vanuit de jeugdopleiding van Atlético Madrid, waarvoor hij twee seizoenen bij de reserven speelde. Daarmee werd hij tijdens het seizoen 2003-2004 kampioen in de Segunda División B. Toché speelde één keer voor de hoofdmacht, in een doelpuntloze Primera División-wedstrijd tegen Deportivo de La Coruña. 
In de drie volgende seizoenen werd Toché verhuurd aan achtereenvolgens CD Numancia (als nummer negentien gedegradeerd uit de Primera División), Hércules CF (zeventiende in de Segunda División A) en Real Valladolid (Kampioen Segunda División A). In het seizoen 2007-2008 stapte hij definitief over naar CD Numancia. Tijdens de seizoenen 2006-2008 speelde hij een bescheiden rol in de resultaten van Valladolid en Numancia. Eenmaal gepromoveerd speelde hij niet meer mee, aangezien hij bij de eerste club de ploeg onmiddellijk verliet en bij de tweede club na zes maanden naar het in toen Segunda División A spelende Albacete Balompié werd getransfereerd. Met deze club bevond hij zich steeds in de onderste helft van het klassement. Door de tegenvallende resultaten werd trainer Juan Ignacio Martinez Jiménez in de loop van het seizoen ontslagen.
Toen Jiménez het volgende seizoen opdook bij het net naar Segunda División A gepromoveerde FC Cartagena, haalde hij Toché daar ook naartoe. Tijdens zijn eerste seizoen daar maakte hij negentien doelpunten in de competitie en drie in de beker. Na lang uitzicht gehad te hebben op promotie, eindigde de ploeg op een vijfde plaats. Het tweede seizoen kampte Toché regelmatig met blessures en eindigde Cartagena op de dertiende plaats.
Toché verkaste in 2011 naar Panathinaikos FC, waar hij een driejarig contract ondertekende. Daar werd hem aan het begin van het derde seizoen kenbaar gemaakt dat hij niet meer welkom was.  Toché bleef, maar na een half jaar zonder wedstrijdminuten tekende hij een contract bij Deportivo La Coruña, op dat moment actief in de Segunda División A.  Mede dankzij zijn vier doelpunten tijdens veertien optredens, zou de ploeg tweede eindigen en zou stijgen naar de Primera División.  Zo was hij vanaf seizoen 2014-2015 actief op het hoogste Spaanse niveau.
Deze ervaring op het hoogste Spaanse niveau zou echter maar van korte duur zijn want begin seizoen 2015-2016 zou hij overstappen naar het net naar Segunda División A gepromoveerde Real Oviedo.  De ploeg eindigde op een mooie negende plaats en met zijn zeventien doelpunten had Toché een groot aandeel van dit succes.  Daardoor werd zijn contract met een seizoen verlengd.  Ook seizoen 2016-2017 werd een succes met een achtste plaats en Toché scoorde nogmaals zeventien doelpunten.  Tijdens het derde seizoen 2017-2018 zou de ploeg op een zevende plaats eindigen en Toché zou nog zes doelpunten scoren.  Ondanks zijn lagere trefzekerheid zou hij nog een contract aangeboden krijgen voor de seizoenen 2018-2020.  Maar meer en meer bleek hij tijdens het seizoen 2018-2019 op de achtergrond te belanden en na 27 optredens in competitie en beker werd zijn contract in juli 2019 met wederzijds akkoord ontbonden.
Voor seizoen 2019-2020 tekende hij een tweejarig contract bij Burgos CF, een ploeg uit de Segunda División B.  Dit is een stapje terug, maar de ploeg betaalde een jaarsalaris van 250.000 EUR en dit twee seizoenen lang.  Dit is voor het derde niveau van het Spaans voetbal veel geld.  Ondanks de zware investeringen werd het voor de ploeg, maar ook voor de speler een tegenvallend jaar.  De ploeg eindigde na een sterke remonte op een achtste plaats en de speler scoorde maar 5 maal. Om deze reden werd hij contract in onderlinge overeenstemming beëindigd.
De speler vond tijdens 2020-2021 onderdak bij reeksgenoot Orihuela CF.  Hij tekende er op 3 september 2020 een éénjarig contract.  Tijdens dit overgangsjaar beleefde de ploeg een heel moeilijk seizoen, zodat het terechtkwam in de Tercera División RFEF oftwel het nieuwe vijfde niveau van het Spaanse voetbal.

## Na actieve voetbalcarrière
Vanaf seizoen 2021-2022 werd hij sportief directeur bij Orihuela CF, de laatste ploeg waar hij ook als actieve speler aan de bak kwam.